# クリストファー・ハンプトン
クリストファー・ハンプトン（Christopher Hampton, 1946年1月26日 - ）は、イギリスの劇作家・脚本家・映画監督。

## 来歴
イギリス人の両親の元、ポルトガル領のアゾレス諸島で生まれる。父親はケーブル・アンド・ワイヤレスのエンジニアで、父の仕事の都合で幼少期をイエメンのアデン、エジプト、ザンジバル島などで過ごし、13歳の時にイギリスに帰国。
オックスフォード大学のニュー・カレッジでドイツ語とフランス語を学ぶ。大学在学中より演劇に関わるようになり、1968年から1970年までRoyal Court Theatreの劇作家として働いた。1995年には『サンセット大通り』でトニー賞を受賞。
映画の脚本も手がけており、1988年の『危険な関係』ではアカデミー脚色賞を受賞。自身が監督を務めた1995年の『キャリントン』ではカンヌ国際映画祭審査委員特別賞を受賞している。

## 主な作品

### 監督・脚本
- キャリントン Carrington (1995)
- シークレット・エージェント The Secret Agent (1996)
- ジャスティス 闇の迷宮 Imagining Argentina (2003)

### 脚本のみ
- 危険な関係 Dangerous Liaisons (1988)
- 太陽と月に背いて Total Eclipse (1995)
- ジキル&ハイド Mary Reilly (1996)
- 愛の落日 The Quiet American (2002)
- つぐない Atonement (2007)
- わたしの可愛い人 シェリ Cheri (2009)
- 危険なメソッド A Dangerous Method (2011)
- 美しい絵の崩壊 Adore (2013)
- ファーザー The Father (2020)
- The Son/息子 The Son (2022)